# ماسيمو موراتي

ماسيمو موراتي

ماسيمو موراتي (بالإيطالية: Massimo Moratti)‏ (مولود في 16 مايو، 1945 في بوسكو تشيسانوفا). الشخصية الإيطالية المشهورة وتاجر النفط العملاق والذي يرأس ويملك أغلبية أسهم نادي إنتر ميلان الإيطالي صاحب الشعبية الكبيرة في أنحاء العالم.
ماسيمو هو ابن أنجلو موراتي والذي كان مالكا للنادي في عصره الذهبي في ستينات القرن العشرين. صرف موراتي على فريق انتر أكثر من 500 مليون دولار منذ توليه الرئاسة عام 1995 لكنه لم يكن يستطع تحقيق البطولات. لكن مشجعي الإنتر يحملون التحكيم فشله في تحقيق بطولتي الدوري في موسمي 1998/1997 و 2002/2001
تخلى موراتي عن الرئاسة عام 2004 بعد الفشل المستمر في تحقيق البطولات. وتولى مكانه الأسطورة السابقة للنادي جاشينتو فاكيتي والذي عوض غياب البطولات ببطولتي كأس إيطاليا وبطولتين كأس السوبر كما منحته المحكمة الرياضية بطولة الدوري بعد غياب 17 سنة بعد فضائح التلاعب التي لحقت بالكرة الإيطالية.
ورغم ذلك فجميع المراقبين يؤكدون أن موراتي كان وقتها هو الرئيس الفعلي للنادي لكن بصفة شرفية. عاد موراتي للرئاسة مرة أخرى عام 2006 بعد وفاة فاكيتي. وقاد ماسيمو موراتي الفريق لأحراز لقب الدوري الأيطالي لخمسة مواسم متتالية الأول بعد معاقبة اليوفي المتورط بقضايا الفساد والأخرى ن على أرضية الملعب في مواسم 2006-2007 و 2007-2008 و 2008-2009 و 2009-2010.
في موسم 2010 تحقق الحلم الكبير لموراتي ولجميع عشاق الانتر بتحقيقهم اللقب الكبير دوري أبطال أوروبا للمرة الثالثة في تاريخة على يد مدربه جوزيه مورينهو بعد غياب طويل دام 45 عام وفي هذه السنة حقق فريقه الثلاثية التاريخية. كما استطاع انتر في الموسم التالي تحقيق بطولتي كأس السوبر الإيطالي وبطولة كأس العالم للاندية وخسر بطولة كأس السوبر الأوروبي، لذا حقق الفريق خماسية تاريخية. وفي نفس الموسم احرز الفريق بطولة كأس إيطاليا.

## انظر ايضاً
- قائمة ملاك أندية كرة القدم الإيطالية